# Дёгтев, Геннадий Валентинович
Геннадий Валентинович Дёгтев (род. 20 июля 1960) — российский муниципальный и государственный деятель. С 2020 года по настоящее время является генеральным директором особой экономической зоны «Технополис „Москва“».

## Образование
В 1983 году окончил Московский энергетический институт по специальности «Электропривод и автоматизация промышленных установок».
В 1999 году окончил Московский государственный институт международных отношений МИД России, специальность — юриспруденция.
Ученая степень доктор юридических наук присуждена в 2005 году.
Доцент по специальности «Конституционное право; конституционный судебный процесс; муниципальное право».
Заведующий кафедрой управления государственными и муниципальными заказами Московского Государственного Университета Управления Правительства Москвы.

## Профессиональная деятельность
В 1988 году был избран на должность 1-го секретаря Калининского районного комитета партии города Москвы.
С 1990 года был депутатом Калининского района Москвы (ныне район Лефортово).
С 1991 года — супрефект района Лефортово ЮВАО.
С 1997 года — глава управы района Лефортово.
В 1998 году Дёгтев был назначен на должность заместителя председателя Кабинета министров, министром промышленности, энергетики и транспорта Чувашской Республики.
С 2000 года – префект Центрального административного округа Москвы. На своем посту координировал деятельность и осуществлял контроль за деятельностью находящихся в ее ведении управ районов города Москвы, подведомственных префектуре государственных унитарных предприятий, государственных учреждений.
С 2004 по 2006 год стал председателем Комитета города Москвы по организации и проведению конкурсов и аукционов. Здесь перед Геннадием Дёгтевым стояла задача уравновесить интересы различных сторон и максимально соблюсти интересы города. Тендерный комитет был образован в целях решения комплекса задач по созданию унифицированной, стандартизированной, максимально прозрачной процедуры подготовки и проведения конкурсов и аукционов в Москве. Следствием этого является обеспечение максимальных поступлений в бюджет города и оптимизация использования бюджетных средств при размещении городского заказа. Геннадий Дёгтев запустил систему инвестиционных торгов  по объектам городской недвижимости и земельным участкам в Москве.

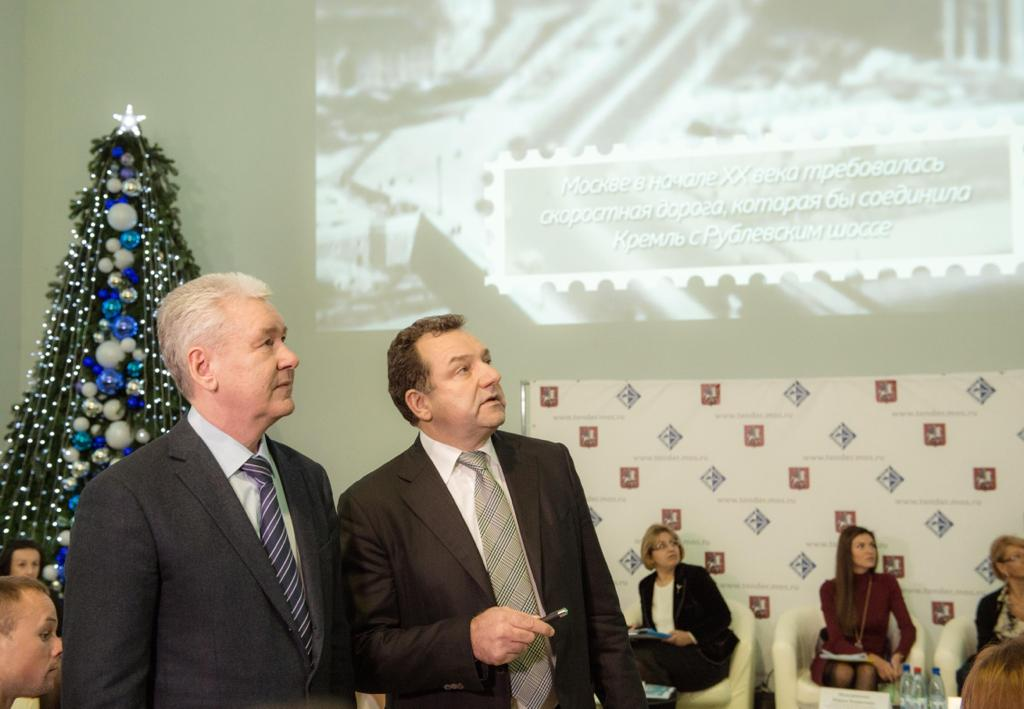
С. Собянин и Г. Дёгтев

С 2006 года - руководитель Департамента города Москвы по конкурентной политике, председатель Комитета по конкурентной политике и государственно-частному партнерству Московской торгово-промышленной палаты. В этой должности занимался созданием инвестиционной среды в городе Москве и представлял возможности бизнеса на рынке госзаказа путем внедрения Федерального Закона № 44 «О контрактной системе в сфере закупок товаров, работ, услуг для обеспечения государственных и муниципальных нужд». Кроме того, именно в этот период была запущена Автоматизированная информационная система “Портал поставщиков”, которая возглавила тройку лучших проектов для поддержки бизнеса. Благодаря Порталу поставщиков, возможности и ресурсы столицы стали доступны и для региональных предпринимателей, а их участие в рынке столичных закупок отлично стимулирует конкуренцию.
В 2010 году Геннадий Дёгтев был включён в кадровый резерв президента РФ. В этом же году Геннадий Дегтев переназначен главой Тендерного комитета.
С 2020 года является руководителем особой экономической зоны «Технополис „Москва“».

## Заслуги
- В 1996 году награжден юбилейной медалью «300 лет Российскому флоту».
- В 1997 году награждён медалью ордена «За заслуги перед Отечеством» II степени, а также медалью «В память 850-летия Москвы».
- В 1998 году удостоен Благодарности Мэра Москвы.
- В 2003 году награжден юбилейной медалью «За заслуги в проведении Всероссийской переписи населения», а также ведомственной «В память 200-летия Минюста России».
- В 2003 году награжден Почётной грамотой Правительства Москвы.
- В 2010 году удостоен знака отличия «За безупречную службу городу Москве» XXV лет.
- В 2015 году получил звание «Почётный работник государственной службы города Москвы»[7].
- В 2019 году награжден медалью ордена «За заслуги перед Отечеством» I степени.
- В 2020 году удостоен знака отличия «За заслуги перед Москвой».
- В 2020 году был также удостоен Благодарности Президента Российской Федерации.

## Научная деятельность
- Федерализм в современной России (статья ВАК), М., 2001. - № 2. – С.81
- Некоторые теоретические закономерности становления института президентства в переходный период на современном этапе (статья ВАК), Государство и право. - 2005. - № 2. - С. 5-12.
- Эволюция правовой базы института президентства в Российской Федерации (статья), Право и управление. XXI век. - М., 2005. - №1
- Институт президентства Российской Федерации в конституционно-правовом механизме осуществления внешней политики России (статья), Московский журнал международного права». - М., 2005. - №2.
- Становление и развитие института президентства в России - теоретико-правовые и конституционные основы (монография), МГИМО (ун-т) МИД РФ, Междунар. ин-т упр.. Москва, 2005. – 237с. Сер. Res cottidiana
- Совершенствование размещения городского заказа в связи с изменениями Федерального законодательства (статья ВАК), Региональная экономика: теория и практика. - 2006. - № 1. - С. 37-42.
- Размещение госзаказа в новых условиях (статья), Госзаказ. - М., 2006. - №4.
- Организация заказов в Москве: достижения, преимущества, проблемы (статья), Госзаказ. - М., 2007. - № 8.
- Правовая основа власти главы государства в системе государственных органов по Конституции Российской Федерации (статья), Журнал «Ценности и смыслы», М., 2009, № 1
- Столичное правительство – гарант, обеспечивающий конкурентоспособность отраслей (статья), Журнал «Конкурентные стратегии», М., 2009, № 1
- Добросовестная конкуренция и открытость конкурсных процедур как экономические категории (статья), Журнал «ЭТАП»: Экономическая теория, анализ, практика», М., 2009, № 1
- Единая электронная торговая площадка Москвы обеспечит переход России на электронные аукционы (статья), Приложение «Конкурентные стратегии» к журналу «ЭТАП: Экономическая теория, анализ, практика», М., 2010, № 1
- Организационно – правовые основы противодействия коррупции в сфере закупок (монография), М.: МГУУ Правительства Москвы, 2015
- Актуальные вопросы повышения эффективности управления закупками в современных социально-экономических условиях (статья), Актуальные вопросы повышения эффективности управления закупками столичного мегаполиса Материалы международной научно-практической конференции. Ответственный редактор И.П. Гладилина. 2016. С. 6-9.
- Методика расчета экономического эффекта применения управленческих решений при осуществлении закупочной деятельности (статья ВАК), Экономика: вчера, сегодня, завтра. 2018. Т. 8. № 3A. С. 236-246.
- Вопросы информационной безопасности в сфере закупок (статья ВАК), Юридическая наука - №4. – 2018. – С.59 - 63
- Цифровая трансформация сферы закупок города Москвы, Инновации и инвестиции. - М., 2020. - №2. - С.226-229